# تاريخ علم المعادن في الموصل
خلال القرن الثالث عشر، صارت الموصل موطناً لمدرسة الأعمال المعدنية الفاخرة التي ارتقت إلى شهرة عالمية. تعتبر القطع الأثرية المصنفة على أنها من الموصل من أكثر القطع التي صممت بشكل معقد في العصور الوسطى.

## الخلفية
يُعتقد أن مدرسة الأشغال المعدنية في الموصل قد تأسست في أوائل القرن الثالث عشر تحت رعاية الزنكيين. خلال هذا الوقت، كانت منطقة الزنكيين تابعة للسلطنة الأيوبية. كانت السيطرة على الموصل كمدينة مركزية للتجارة بين الصين والبحر الأبيض المتوسط والأناضول وبلاد ما بين النهرين محل نزاع بين الزنكيين والسلطان الأيوبي صلاح الدين، خلال عمليات الاستحواذ المبكرة للسلطنة الأيوبية في سوريا والعراق بعد تراجع الحكم الفاطمي. ومع ذلك، ظل الزنكيون في الموصل وسمح لهم بدرجة معينة من السلطة تحت السلطنة.
بحوالي عام 1256، بدأ الاحتلال المغولي للعراق، وأصبحت المنطقة جزءًا من الدولة الإلخانية. من القطع الأثرية المتفق عليها «نبيش الموصلي»، انتج ما يقارب 80% بعد بدء الحكم المغولي في الموصل. ومع ذلك، فمن غير الواضح ما إذا كانت كل هذه القطع الأثرية قد أنتجت داخل الموصل أم لا، وصدرت لاحقًا كهدايا محترمة، أو صنعت في مكان آخر من قبل الحرفيين الموصليين الذين انتقلوا إلى أماكن أخرى ولكنهم احتفظوا بتوقيع «الموصلي».

## التصميم

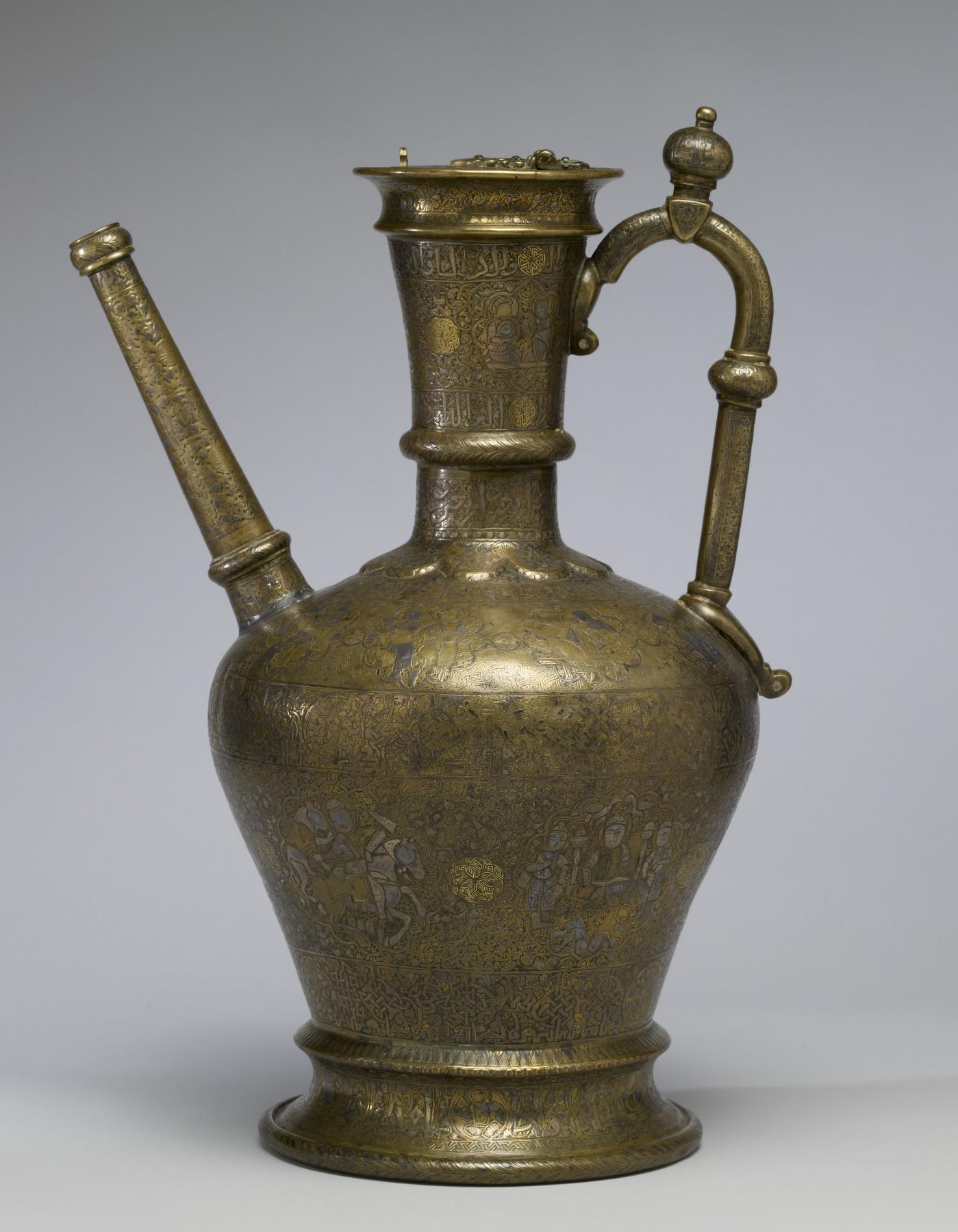
إبريق معدني

عملية صنع هذه الأشياء المطعمة الفاخرة معقدة إلى حد ما ولها مراحل متعددة. أولاً، تشكل التصميمات على سطح المعدن (عادةً من النحاس أو النحاس الأصفر) عن طريق النقش أو الثقب أو النقش أو المطاردة. يُضاف اللون بعد ذلك إلى شقوق السطح عن طريق التكسية أو التراكب أو الأكثر شيوعاً، ترصيع المعادن الثمينة. يمكن أن تكون هذه التطعيمات المعدنية عبارة عن صفائح أو أسلاك مطروقة في مكانها. غالباً ما كانت المنطقة المحيطة بالتصميم المرصع خشنة أو مغطاة بنوع من المواد السوداء. كان لكل حرفي في الصناعة تخصصه الشخصي. يمكن أن يكون هذا التخصص في معدن أو تقنية أو كائن أو خطوة معينة في العملية. هناك سببان لحدوث خطوة الصب للعملية عادة في ورشة عمل حضرية. الأول: هو ببساطة لأن معظم المستفيدين كانوا موجودين في هذه المناطق الحضرية. السبب الثاني: هو أنه سيكون من الصعب للغاية نقل جميع المعدات الثقيلة اللازمة للصب من موقع ريفي إلى آخر. تمكنت البطانات وعمال المعادن الثمينة من السفر بسهولة ولم يقتصروا على ورش العمل مثل العجلات. كان هناك ثلاثة ابتكارات رئيسية في التطعيم يعتقد أنها نشأت في الموصل في القرن الثالث عشر - تطعيمات ذهبية وتطعيمات سوداء ولفائف خلفية مطعمة بالفضة.

## منحة دراسية
استمرت المنحة الدراسية حول أعمال المعادن في الموصل لفترة طويلة جداً، حيث أصبحت أول قطع فنية إسلامية يتم دراستها في أوروبا، نظرًا لوصولها المبكر إلى القارة. نشأت الآراء المتنوعة حول ما يمكن اعتباره أعمال معدنية في الموصل بسبب انتشار الأسلوب عبر الأراضي ومن خلال عنصر التوقيعات التي تحدد المبدعين باسم «الموصلي»، أي «الموصل». ضمن قسم المشغولات المعدنية ذات التوقيعات، ذكر سبعة وعشرون من أصل خمسة وثلاثين أنفسهم باسم «الموصلي». ومن بين هؤلاء، ذكر ثمانية منشأهم من خلال أسماء الأشخاص الذين خُلقوا من أجلهم إلى جانب بيانات تعلن عن نشأتهم داخل الموصل. من بين العلماء البارزين الذين ساعدوا في تشكيل أساس هذه الدراسة: جوزيف توسان رينو، وهنري لافوا، وجاستون ميجون، وماكس فان بيركيم، ومحمد آغا أوغلو، وديفيد ستورم رايس.
في السنوات الأولى لأعمال المعادن في الموصل، حوالي عام 1828، نشر جوزيف توسان رينود مجموعة تضمنت العنصر الأول الذي يشير بوضوح إلى إنشائه في الموصل، إبريق بلاكاس، وهو قطعة أثرية تم فحصها باستمرار من قبل العلماء عند استكشاف أسلوب الموصل. ثم في ستينيات القرن التاسع عشر، كانت مصداقية الموصل موضع تساؤل من قبل العلماء، وخلال ذلك القرن أعلن هنري لافوا أن دمشق وحلب والموصل ومصر كلها صنعت أعمالًا معدنية مطعمة، لكنها خصت الموصل على وجه التحديد كمصدر لأسلوب فريد غير مرئي في جميع أنحاء المتوسط.

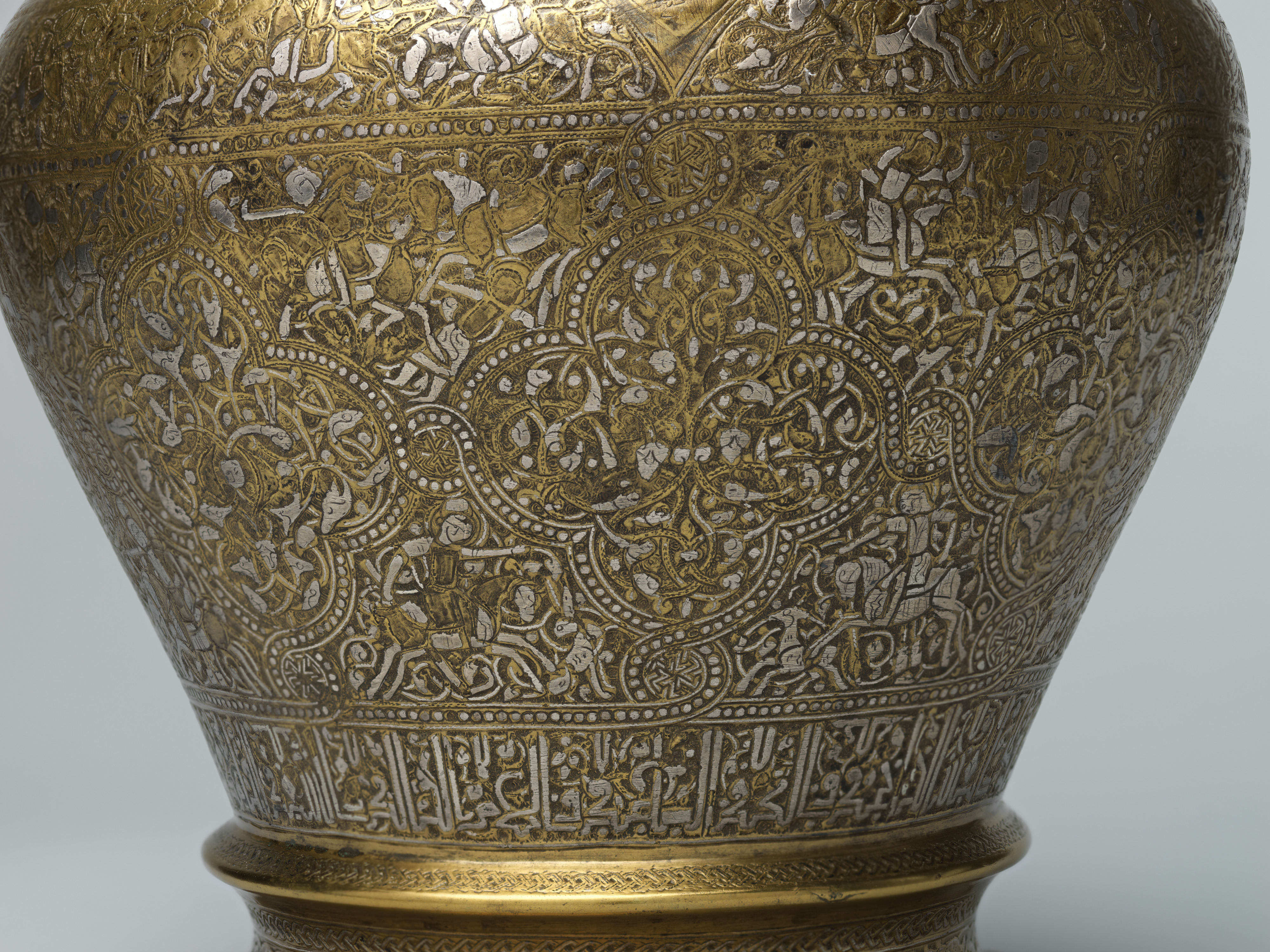
لقطة مقربة للتصاميم المعقدة على إبريق

ظهرت نقطة حاسمة في المنحة في بداية القرن العشرين، من خلال جاستون ميجون، الذي تسببت ادعاءاته بشأن أسبقية الموصل في اعتراض وإلحاح للمصداقية.  كتب ميجون أيضاً أول مقال شامل يقدم المشغولات المعدنية الإسلامية المرصعة. في السنوات التالية، استمر تذبذب أسبقية الموصل وانعدامها، مما أدى إلى قيام ديفيد ستورم رايس بإصدار السلسلة الأولى من المقالات التي تستكشف تعقيدات الأشياء المتعددة، وهي عملية مماثلة لتلك التي قام بها ماكس فان بريمن ومحمد آغا أوغلو، عالمان أثرا على أهمية وجدوى الأعمال المعدنية في الموصل، والتي تضمنت بعضها إبريق معدني وحوض اللوفر وصينية ميونيخ.
في الوقت الحاضر، لا تزال أعمال المعادن في الموصل بعيدة المنال، وتفتقر إلى قدر كبير من المنح الدراسية، لكن العلماء يواصلون بناء مجال يستخدم أدلة موثقة من خلال التصاميم والنقوش وغيرها من العناصر التي نشأت على وجه التحديد في الموصل في القرن الثالث عشر. ومثال على ذلك مقال كتبته ربى كنعان التي تستخدم أيقوناتها ووصفها لبناء الحجة التي تنص على أن فرير إيور واحدة من العديد من الأعمال المعدنية التي شُيدت في الموصل.

## قراءات إضافية
Venetia Porter (29 يونيو 2012). Metalwork and Material Culture in the Islamic World: Art, Craft and Text. I.B.Tauris. مؤرشف من الأصل في 2022-06-20.